# Алкогольный абстинентный синдром
Алкого́льный абстине́нтный синдро́м — состояние человека после длительного употребления алкогольных напитков. Встречается на II и III стадиях алкоголизма. Длительность состояния, сопровождаемого вегетативными, соматическими, неврологическими и психическими нарушениями, обусловлено стадией заболевания и физиологией человека.
В русскоязычной литературе иногда называется «синдромом похмелья» или «похмельным синдромом».
В англоязычной литературе под абстиненцией (англ. abstinence) подразумевается воздержание, трезвенность; аналогом понятия абстинентного синдрома является «синдром отмены» (англ. withdrawal syndrome).

## История изучения
Несмотря на то, что синдром отмены и металкогольные психозы встречались с древности, только в 1813 году, независимо друг от друга, два английских врача — Томас Саттон и Самюэль Пирсон, дали первое описание синдрома, связав его с употреблением алкоголя. Так, Самюэль Пирсон в своём эссе Observations on Brain Fever писал, что вследствие меньшего употребления алкоголя, чем накануне, возникает тремор рук, беспокойство, кошмарные ночные сновидения, потоотделение, когда пот покрывает все тело, сильное снижение аппетита, рвота. Хотя он первым дал состоянию название «Brain fever» (лихорадка мозга), оно не закрепилось.
Томас Саттон, чья работа Tracts on Delirium Tremens, Peritonitis, and Gout вышла в тот же год, описывал то же состояние, но как предшествующие помрачению, которое, впрочем, описывал и Пирсон. Саттон дал ему название Delirium tremens, по первому из симптомов — тремору. Оба врача предлагали лечить болезнь опиумом, правда Пирсон спиртовой настойкой — лауданумом.

В 1849 году известный врач Магнус Гусс признал, что подобное состояние, абстиненция, следствие отмены приема алкоголя, но долгое время ещё будет господствовать мнение, что это лишь следствие длительной интоксикации алкогольными напитками. Например, в ЭСБЕ в статье Белая горячка (1891) написано:
Белая горячка (Delirium tremens). — Под этим названием известна своеобразная болезнь, зависящая от отравления алкоголем, хотя, вероятно, главную роль играет сивушное масло, заключающееся часто в недостаточно очищенном алкоголе.

Непосредственно синдром отмены был особо выделен и хорошо описан советским психиатром Самуилом Жислиным по той симптоматике, что наблюдалась у больных после прекращения употребления алкогольных напитков. Получив название алкогольного абстинентного/похмельного (то есть возникающего в период воздержания) синдрома — ААС (1929), который потом так и называли — Синдром Жислина. Именно способность алкоголя снимать симптомы похмельного синдрома, врач считал важной вехой в прогрессировании алкоголизма у человека:
У каждого алкоголика рано или поздно наступает важнейший в алкогольной биографии момент возникновения абстинентных, или похмельных, явлений, отличительным признаком которых является то, что они могут быть устранены или смягчены лишь повторным введением известной доли алкоголя.
Впрочем, многое для С. Жислина было непонятно, например, почему алкогольный делирий наступает иногда при не особо тяжёлом ААС, тогда как у многих хронических больных не проявляется.
Наконец, одними из решающих работ, особенно для западных стран, которые убедительно доказали, что именно синдром отмены алкоголя лежит в основе болезненного состояния, металкогольных психозов и соматических осложнений, были исследования Исбелла Харриса и других учёных, опубликованные в 1955 году в США.
На консилиуме в Женеве под эгидой ВОЗ, где принимали участие Э. Еллинек и Исбелл Харрис, эксперты пришли к выводу, что непреодолимая тяга к спиртному (англ. craving for alcohol) может быть обусловлена как психологической потребностью, так и физической, абстиненцией, которая принуждает больного опохмеляться.

## Признаки и симптомы
Обычно синдром отмены развивается через 6—24 часа после последнего приёма спиртных напитков. Для классификации алкогольного абстинентного синдрома у человека должны наблюдаться как минимум два из следующих симптомов:
- Тремор рук
- Бессонница
- Тошнота или рвота
- Развитие галлюцинаций (слуховых, зрительных или тактильных)
- Психомоторное возбуждение
- Тревога
- Судорожные припадки
- Вегетативное расстройство

## Течение синдрома
Алкогольный абстинентный синдром развивается на фоне длительной интоксикации алкогольными напитками после окончания их употребления. Чем резче произошла отмена, тем сильнее может быть выражен синдром. Уже спустя сутки резко увеличивается количество глутамата, как следствие длительного подавления этанолом глутаматергической передачи через NMDA-рецепторы с одной стороны, и стимулирования ингибирующего эффекта ГАМК. Человек становится возбудимым, появляется тремор. Могут возникнуть судорожные припадки, когда человек резко теряет сознание, возникают тонические и клонические судороги, после чего больной засыпает.
Возникает профузное (обильное) потоотделение, тревожность. Со стороны сердечно-сосудистой системы отмечается тахикардия и артериальная гипертензия.
Нарушается сон, больным снятся кошмарные сновидения, иногда присутствует полная бессонница на протяжении многих суток. Уже в первый день могут возникнуть зрительные, звуковые или тактильные галлюцинации, которые пока больной отличает от действительности. Часто зрительные галлюцинации напоминают гипнопомпические, так как тоже появляются при закрытии глаз (Гипнагогический делирий). Если симптоматика с течением времени не проходит, могут возникнуть металкогольные психозы.

### Осложнения синдрома отмены
Помимо судорожных припадков и галлюцинаций, может наступить внезапная остановка сердца или инсульт.
Ближе к вечеру, в темное время суток, галлюцинации могут перерасти в психоз — алкогольный галлюциноз с бредом преследования, алкогольный делирий, где последние иногда приводят к летальному исходу или необратимому психоорганическому синдрому, или корсаковскому психозу.

## Стадии и оценка тяжести
Алкогольный абстинентный синдром может различается по стадиям:
| II стадия алкоголизма | I степень тяжести (первый этап)                   | Потливость, сухость во рту, тахикардия, возможность самостоятельного сдерживания желания опохмеления, опохмеление даёт возможность вести активную жизнедеятельность, не запуская алкогольную тягу | стадия вегетативно-астенических расстройств                   |
| II стадия алкоголизма | II степень тяжести (многодневное злоупотребление) | гиперемия, инъецирование склер, тахикардия или резкое падение давления, тяжесть в голове, рвота, тремор конечностей или всего тела, нарушение походки. Практически отсутствует возможность самостоятельного сдерживания стадии опохмеления, оно уже не даёт вести активный образ жизни, запуская желание продолжить употребление | стадия вегетативно-соматических и неврологических расстройств |
| II стадия алкоголизма | III степень тяжести                               | характеризуется тревожным настроением, поверхностным сном с кошмарными сновидениями, чувством тоски, вины, страха, негативным отношением к окружающим больного людям | Преобладание психических расстройств                          |
| III стадия            | Полный набор физических и психических нарушений   | Полный набор физических и психических нарушений | Полный набор физических и психических нарушений               |

Также существует американская шкала оценки тяжести абстинентного состояния — The Clinical Institute Withdrawal Assessment Alcohol Scale Revised (CIWA-AR). Где 8 баллов или меньше соответствуют лёгкой абстиненции, от 9 до 15 — умеренной, а оценка более 15 баллов — тяжёлый синдром отмены и повышенный риск алкогольного делирия и судорожных припадков.

## Киндлинг
Киндлинг (англ. Kindling — разжигание) — термин, который придумал Грэхам Годдард для обозначения явления, при котором электроиндуцированные у крыс судороги становились ещё тяжелей после последующих опытов.
Как полагает часть исследователей, такая нейропластичность свойственна и алкогольной абстиненции вследствие длительной адаптации мозга к алкогольной интоксикации, где каждое последующее употребление будет приводить к ещё более тяжёлому синдрому отмены. Проведённые исследования на лабораторных мышах показали, что после первого случая длительной интоксикации алкогольная абстиненция была лёгкой формы, но уже при повторных, при той же дозе, она была с судорогами.
Говард Беккер приводит возможный механизм формирования дезадаптивной нейропластичности. Как известно, алкоголь нарушает баланс нейромедиаторных систем, стимулируя активность рецепторы ГАМКа, приводя к седации ЦНС. Мозг человека адаптируется путем снижения ГАМКергической трансмиссии. В то же время происходит увеличение активности глутаматергической системы, чем может объясняться гипервозбудимость и судороги после прекращения выпивания. То, что рецепторы-NMDA являются одной из причин киндлинга, подтверждается исследованиями на мышах.
Другие авторы также отмечали, что чередование циклов употребления алкоголя и последующего воздержания приводили к прогрессированию адаптивных изменений, проявляющихся в тревожности и нервозности.

## Лечение
Традиционно лечение синдрома отмены называется «детоксикацией», однако на английском языке её также называют словом management — контролем, управлением состояния пациента после прекращения употребления спиртного. В постсоветских странах врачи частно называют процесс «купированием абстинентного синдрома/запоя»
Синдром отмены начинается уже спустя 6—24 часа. Препаратами первого выбора являются бензодиазепины. По признанию самих алкозависимых, больше всего им помогают диазепам, алпразолам или лоразепам. Они смягчают протекание синдрома, уменьшая физические и психологические страдания. В постсоветских странах часто используется феназепам. Дозировки и способ введения зависит от тяжести состояния больного, от парентерального до внутривенного введения через капельницу. Некоторые схемы лечения, например, хлордиазепоксидом, допустимы только в стационаре.
Если нет противопоказаний, то ряд врачей допускает использование галоперидола для устранения психомоторного возбуждения, тревожности, страха.
Для купирования абстиненции также могут быть использованы противосудорожные препараты такие как карбамазепин (финлепсин), вальпроевая кислота и габапентин, недостатком которых возможна их гепатотоксичность.
Важную роль в лечении играет введение тиамина с глюкозой для предотвращения энцефалопатии Гайе-Вернике. Возможно как парентеральное введение, так и через капельницу. На постсоветском пространстве в раствор могут добавить также инсулин, кордиамин, витамин B6, никотиновую кислоту и др.
Для устранения дефицита магния больным дают пищевые добавки, но длительный их прием не рекомендуется.

### Другие
Клонидин можно использовать в сочетании с бензодиазепинами для облегчения некоторых симптомов. Невозможно сделать никаких выводов относительно эффективности или безопасности баклофена при алкогольном абстинентном синдроме из-за недостаточности и низкого качества доказательств.